# Rhopalomesites tardyi
Rhopalomesites tardyi é uma espécie de insetos coleópteros polífagos pertencente à família Curculionidae.
A autoridade científica da espécie é Curtis, tendo sido descrita no ano de 1825.
Trata-se de uma espécie presente no território português.